# Zale penna
Zale penna là một loài bướm đêm trong họ Erebidae.